# Valkrörs naturreservat
Valkrörs naturreservat är ett naturreservat i Östhammars kommun i Uppsala län.
Området är naturskyddat sedan 1998 och är 29 hektar stort. Reservatet består av sumpskog, granskog och torra hällmarker med knotiga tallar.